# Macrotyloma geocarpum
Macrotyloma geocarpum là loài thực vật thuộc phân họ Đậu. Đây là loại nông sản ít nhiều có tầm quan trọng tại châu Phi hạ Sahara, có đặc tính chịu hạn tương tự lạc.